# Младший брат (мини-сериал)

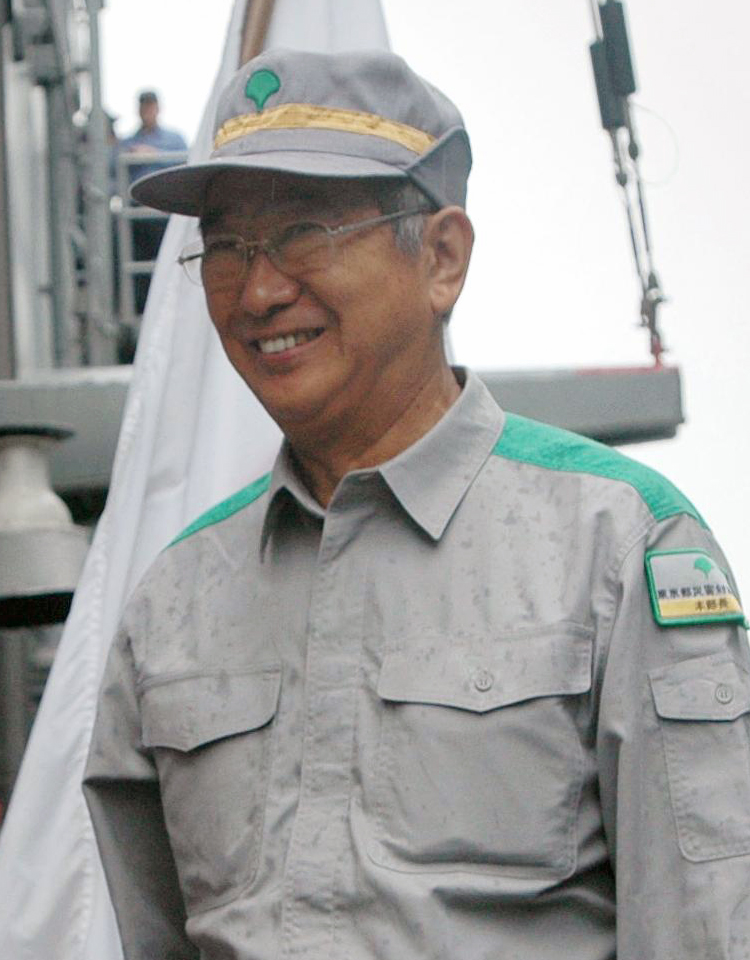
Исихара, Синтаро
1 сентября 2006
Big Rescue Tokyo 2006

Младший брат (яп. 弟, отоуто; англ. Younger Brother) — японский биографический мини-сериал, снятый в жанре драмы с элементами мелодрамы. Экранизация одноимённого романа Синтаро Исихары, в котором он описывает жизнь своего знаменитого младшего брата Юдзиро Исихары, идола японской молодёжи конца 1950-х — начала 1960-х годов.

## Сюжет
Серия 1: «Отец — наша опора»
Приезд семейства на остров Хоккайдо, где отец назначен управляющим местного отделения судоходной компании. Глава семьи с супругой воспитывают двух сыновей — пятилетнего Синтаро и трёхлетнего Юдзиро. Смышлёные ребятишки беззаботно проводят время. Даже когда началась война, она и не коснулась их никоим образом. В 1943-м отца перевели, на сей раз в столичный филиал в Токио, где он занял важный пост.
Серия 2: «Разлад в семье»
В 1951 году умер отец. После его смерти жизнь обоих братьев изменилась. Синтаро, как старший мужчина в доме взял на себя ответственность за всю семью. А младший брат Юдзиро был игроком по жизни. Если старший из братьев занимался только учёбой (в 1952-м он поступил на юридический факультет университета Хитоцубаси), то младший вёл разгульный образ жизни, включающий выпивки, азартные игры, девушек лёгкого поведения и драки.
Еще, будучи студентом, Синтаро написал и опубликовал роман «Солнечный сезон». Роман о молодых бездельниках, беспечно проводящих время на солнечных пляжах, слушающих американскую музыку и не особо заботящихся о своём будущем, как будто был списан с жизни его младшего брата Юдзиро и его шалопаев-друзей. Крупная известная кинокомпания «Никкацу» сразу же приобрела права экранизации этого произведения, а Синтаро предложил продюсеру присмотреться к его младшему брату. Так Юдзиро попадает на съёмочную площадку и начинается его кинокарьера.
Серия 3: «Рождение звезды»
После дебюта небольшой ролью в фильме «Солнечный сезон» Юдзиро уже в следующем проекте по роману брата «Безумный плод» получает главную роль. Его партнёршей будет красавица-звезда Миэ Китахара. Фильм имел оглушительный успех. С этого начинается взлёт популярности молодого актёра. Фильмы следуют один за одним. Во многих из них его партнёршей была Китахара, с которой у Юдзиро начинается роман. А затем, несмотря на запрет студийного руководства, Юдзиро и Миэ в 1960 году сыграли свадьбу. Миэ Китахара отныне полностью посвящает себя заботам о доме и любимом муже, оставив кинематограф. Также она откажется и от своего творческого псевдонима, теперь её будут называть её настоящим именем Макико. Юдзиро в 1962 году создаёт свою собственную кинокомпанию «Исихара про».
Серия 4: «Новые задачи»
В этой серии рассказывается об успехах и невзгодах на новом поприще Юдзиро в качестве главы собственной кинокомпании. Поставленные в компании фильмы «В одиночку через Тихий океан», «Солнце над Куробэ» имели успех. Но были и провалы, как например, с кинолентой «Одна солдатская авантюра». Начало 1970-х кинокомпания встретила с большой финансовой задолженностью. В это же время у Юдзиро начинаются проблемы со здоровьем: пневмония, туберкулёз, рак языка.  На съёмках телесериала «Западный округ полиции» актёр потерял сознание. После длительного нахождения в коме ему сделали удачную операцию на сердце. Но в кино он уже больше не вернётся.
Серия 5: «Время, когда Япония заплакала»
Последние годы жизни Юдзиро Исихары. Он уже почти не появляется на публике. По большей части проводит время на отдыхе в своём поместье на Гавайях. В 1984 году у него диагностировали рак печени. И хотя родные, оберегая Юдзиро, скрывали от него этот страшный диагноз, он всё же догадывался о нём. Последние месяцы больной актёр провёл на больничной койке клиники университета Кэйо, где и скончался в возрасте пятидесяти двух лет.

## В ролях
- Тэцуя Ватари — Киёси Исихара, отец / Синтаро Исихара (с 45 до 57 лет)
- Рэйко Такасима — Коси Исихара, мать (с 27 до 61 года)
- Дзюнко Икэути — Коси Исихара, мать (с 67 до 79 лет)
- Томоя Нагасэ — Синтаро Исихара (с 17 до 39 лет)
- Сотаро Судзуки — Синтаро Исихара (в детские годы с 5 до 6 лет)
- Михару Кубо — Синтаро Исихара (в детские годы с 9 до 13 лет)
- Кунито Ватанабэ — Синтаро Исихара (в подростковом возрасте с 15 до 17 лет)
- Томокадзу Миура — Юдзиро Исихара (с 43 до 52 лет)
- Сатоси Токусигэ — Юдзиро Исихара (с 15 до 37 лет)
- Рюносукэ Хагивара — Юдзиро Исихара (в детские годы с 3 до 4 лет)
- Рё Томиока — Юдзиро Исихара (в детские годы с 7 до 11 лет)
- Коухэй Такэда — Юдзиро Исихара (в подростковом возрасте с 13 до 15 лет)
- Ай Като — Норико Исихара (в девичестве Юмико Исида), жена Синтаро Исихары (в возрасте с 18 до 34 лет)
- Ёсико Накада — Норико Исихара (с 40 до 52 лет)
- Юкиэ Накама — Макико Исихара, жена Юдзиро Исихары (в девичестве — Макико Араи, снималась в кино под псевдонимом Миэ Китахара; с 23 до 39 лет)
- Кэйко Мацудзака — Макико Исихара, жена Юдзиро Исихары (с 45 до 53 лет)
- Нобору Кимура — Ёсидзуми Исихара (второй сын Синтаро Исихары)
- Норихито Канэко — Тэцуя Ватари (в молодости)
- Кэндзи Сакагути — Тэцуя Ватари (в зрелые годы)
- Ёсидзуми Исихара — Масахико Кобаяси (в молодости)
- Рэн Осуги — Масахико Кобаяси (в зрелые годы)
- Масахиса Адзума — Мицудзи Канау, кинооператор
- Кэн Исигуро — Ко Накахира, кинорежиссёр
- Акира Тэрао — Дзюкити Уно, киноактёр

## О сериале
В 1996 году известный писатель и политик Синтаро Исихара написал роман «Младший брат», основанный на жизни его семьи, но посвящённый главным образом биографии его младшего брата, известного в прошлом киноактёра и певца Юдзиро Исихары. Роман стал бестселлером, розашедшимся тиражом в 1,2 миллиона экземпляров. В 2002 году телекомпания TV Asahi приобрела права на экранизацию популярного романа и к 2004 году (к 70-летию со дня рождения Юдзиро Исихары) сняли пятисерийный мини-сериал. Съёмки заняли 9 месяцев. Бюджет 1,5 миллиарда иен. В течение пяти вечеров с 16 по 20 ноября 2004 года, когда состоялся премьерный показ сериала, его рейтинг зашкаливал выше ожидаемого прогноза, а по сообщениям СМИ нация была в слезах от показанной в весьма мелодраматическом ключе биографии любимца миллионов японцев.

## Интересные факты
- Тэцуя Ватари - один из героев этой дорамы, близкий друг Юдзиро и ныне президент кинокомпании «Исихара про», играет здесь отца Юдзиро и потом Синтаро в преклонном возрасте. Самого же Тэцую Ватари играют двое актёров: Норихито Канэко (в молодости) и Кэндзи Сакагути (в зрелые годы).